# Jean Vila
Jean Vila (La Cort, Arieja, 21 de desembre del 1941) és un polític comunista nord-català, diputat a l'Assemblea Nacional Francesa i al Consell Regional del Llenguadoc-Rosselló.

## Biografia
Va treballar a la fàbrica de nines Bella de Perpinyà del 1958 al 1964 i va ser director de l'agència de publicitat Inter Perpignan Publicité.
Militant del Partit Comunista Francès, des del 1977 i fins al moment actual ha estat batlle de Cabestany. A les eleccions cantonals franceses de 1992 obtigué seient al Consell General dels Pirineus Orientals pel cantó de Perpinyà-3, i en fou segon vicepresident des del 2008. De 1986 a 1987 fou membre del Consell Regional del Llenguadoc-Rosselló.
Es presentà a les eleccions legislatives franceses de 1993 però només va treure l'11,3% dels vots. Aconseguí ser elegit diputat per la primera circumscripció dels Pirineus Orientals a les eleccions legislatives franceses de 1997 en una candidatura d'esquerra plural. A l'Assemblea Nacional Francesa fou membre de la comissió de finances i d'economia general. El 23 de juliol del 1997 fou responsable d'una missió temporal amb Martine Aubry, Ministra d'Ocupació i Solidaritat, i Michelle Demessine, secretari d'Estat de Turisme.
Es presentà a la reelecció però fou derrotat pel candidat dretà Daniel Mach, batlle de Pollestres a les eleccions de 2002 i 2007, i eliminat a la primera volta el 2012. Per contra, fou reelegit conseller general el 2004 i 2011 i batlle de Cabestany el 2008.
Jean Vila va presentar les candidatures de Marie-George Buffet i Jean-Luc Mélenchon a les eleccions presidencials del 2007 i del 2012. També s'ha declarat públicament a favor del matrimoni entre persones del mateix sexe, organitzant una cerimònia a l'alcaldia el novembre del 2011.